# The Diamonds
The Diamonds — канадський чоловічий вокальний квартет. Був популярний в кінці 1950-х — початку 1960-х років, коли 16 синглів групи потрапили в першу сотню «Білборда».
У 2004 році група була прийнята до Зали слави вокальних груп.

## Дискографія

### Оригінальні альбоми
- America's Number One Singing Stylists
- The Diamonds Meet Pete Rugolo (Mercury, 1958)
- Songs from the Old West
- Laughs, Singing, Laughs

### Компіляції
- America's Favorite Song Stylists
- Pop Hits
- The Best of The Diamonds: The Mercury Years
- Little Darlin'
- Scrapbook of Golden Hits
- Hall of Fame
- Best of The Diamonds
- The Diamonds Songbook (2007)
- The Stroll — 2 CD Set (2011)
- The Diamonds — 4 Classic Albums Plus (2015)